# Friedrich Comstadius
Friedrich Comstadius, född omkring 1740 i Småland, var en svensk medaljgravör.
Comstadius tillhörde troligen den småländska prästsläkten Comstadius (Kromstadius). Han studerade medaljgravyr för Gustaf Ljungberger vid det svenska myntverket i Stralsund.
Efter lärotiden för Ljungberger var han först verksam vid det Kungliga Polska Myntet för att senare mellan 1769 och 1811 vara verksam som stämpelsnidare i Warszawa.